# 783
Рік 783 (DCCLXXXIII) був звичайним не високосним роком, який починався із середи за Юліанським календарем. Деномінацію 783 для цього року почали використовувати із раннього середньовічного періоду, коли календарна ера Anno Domini (Від Різдва Христового) стала найпоширенішим способом нумерування років в Європі.
Раннє Середньовіччя. У Східній Римській імперії триває правління Костянтина VI при регентстві Ірини Афінської. Карл Великий править Франкським королівством. Північ Італії належить Франкському королівству, Рим і Равенна під управлінням Папи Римського, герцогства на південь від Римської області незалежні, деякі області на півночі та на півдні належать Візантії. Піренейський півострів, окрім Королівства Астурія, займає Кордовський емірат. В Англії триває період гептархії. Центр Аварського каганату лежить у Паннонії. Існують слов'янські держави: Карантанія та Перше Болгарське царство.
Аббасидський халіфат займає великі території в Азії та Північній Африці. У Китаї править династія Тан. В Індії почалося піднесення імперії Пала. В Японії триває період Нара. Хазарський каганат підпорядкував собі кочові народи на великій степовій території між Азовським морем та Аралом. Територію на північ від Китаю займає Уйгурський каганат.
На території лісостепової України в VIII столітті виділяють пеньківську й корчацьку археологічні культури. У VIII столітті тривало швидке розселення слов'ян. У Північному Причорномор'ї співіснують різні кочові племена, зокрема булгари, хозари, алани, авари, тюрки, кримські готи.

## Події
- Триває підкорення Карлом Великим саксів. Карл Великий вперше здійснив похід аж до Ельби.
- Карл Великий одружився з Фастрадою, прозваною Жорстокою.
- Королем Астурії став Маурегато.
- Емір Кордови Абдаррахман I узяв повсталу Сарагосу.
- Візантійці провели кампанію проти склавінів у Греції.